# Charles & Eddie
Charles & Eddie fue un dúo de música soul formado por Charles Pettigrew y Eddie Chacon, quienes se conocieron en Nueva York a finales de los años ochenta. Chacon se crio en Hayward y Castro Valley, California, donde, junto con sus amigos de barrio Cliff Burton y Mike Bordin, creó su primera banda de música soul a la edad de doce años.
Nacido en Filadelfia el 12 de mayo de 1963, Charles Pettigrew, cantante y compositor,  estudió como vocalista de jazz en Berklee College of Music de Boston, mientras cantaba en la banda pop «Down Avenue».
Disfrutaron de un enorme éxito a nivel mundial con el disco sencillo Would I lie to you?, escrito por los británicos Mick Leeson y Peter Vale y lanzado en 1992.
El dúo se separó en 1996 tras la repentina muerte del padre y la hermana de Charles. Eddie continuó su trabajo como escritor para EMI Records, componiendo canciones para el grupo de chicas Eternal, Conner Reeves, Hanne Boel y otros.
Charles Pettigrew murió de cáncer el 6 de abril de 2001 a la edad de 37 años.

## Discografía

### Álbumes de estudio
- 1992: Duophonic UK #19, US #153
- 1995: Chocolate Milk

### Bandas sonoras
- 1993: True Romance (Amor a quemarropa) (Wounded Bird)
- 1993: Addams Family Values (La familia Addams 2: La tradición continúa) (Supernatural Thing)
- 1993: Super Mario Bros. (I Would Stop the world)

### Sencillos
- 1992: Would I Lie to You? #1 en Reino Unido, #13 en Estados Unidos
- 1993: N.Y.C. (Can You Believe This City) #33 RU
- 1993: House Is Not a Home #29 RU
- 1995: 24-7-365 #38 RU
- 1995: Jealousy

### Otros
- 2005:  Would I Lie To You (remix) (aparece como Musikk feat. Eddie Chacon) -  #1 en Europa

- Datos: Q1063466